# Yermo (La Coruña)
Yermo (llamada oficialmente San Xulián do Ermo) es una parroquia española del municipio de Ortigueira, en la provincia de La Coruña, Galicia.

## Geografía
Ocupa un territorio de 10,89 km² (5,22% de la superficie municipal de Ortigueira).  

## Límites
Sus límites geográficos son:
- al noroeste con la parroquia de Mera de Riba;
- al norte con las parroquias de San Claudio y Senra;
- al este, con las parroquias de Devesos y Nieves;
- al sur con la parroquia de Insua; y
- al oeste tiene como límite natural el río Mera, que la separa de las parroquias de Casares y La Barqueira, ambas del municipio de Cerdido.

## Etimología
Este topónimo "Ermo", deriva del latín eremus 'desierto, solitario, inculto' indica un sitio vacuo, deshabitado y sin cultivar. Está atestiguado en 1545, al documentarse un "Juan Brandeyro, vezino de la Fsía de San Giao do hermo".

## Historia
No son muchos los datos que aparecen documentados acerca de esta parroquia situada en el entorno histórico del Condado y Villa de Santa Marta de Ortigueira, de la que dista diez kilómetros.
No obstante, cabe destacar que los registros sacramentales de la parroquia de San Julián del Yermo, Hermo, Hiermo o Iermo, son los más antiguos de toda la comarca de Ortegal, dando comienzo su primer libro de bautismos el domingo 9 de julio de 1564, conservándose el mismo en el Archivo Histórico de la Diócesis de Mondoñedo-Ferrol.
Sin embargo, en el Catastro General del Marqués de la Ensenada figuran tierras en usufructo, cuya propiedad recae sobre el Marqués de Astorga, casa ligada al título condal de Santa Marta de Ortigueira desde principios del siglo XVI.

## Entidades de población
Entidades de población que forman parte de la parroquia:
- A Armada
- A Casanova
- Cancelo
- Carelle
- Casavella (A Casavella)
- Chao (O Chao)
- Chao do Carril
- Cruz (A Cruz)
- Escalo de Abaixo.[6] En el INE aparece Escalo de Baixo.
- Escalo de Arriba.[7] En el INE aparece Escalo de Riba.
- Fieiteira[8] (A Fieiteira)
- Fraga[9] (A Fraga)
- Gandarón[10] (O Gandarón)
- Iglesia[11] (O Igrexario)
- Loureiros[12] (Os Loureiros)
- Mallo[13] (O Mallo)
- Mangoeiros
- O Aldar (Aldar)
- O Carreiro do Golpe
- O Foxo Cativo
- O Supenido de Riba
- Padornelo
- Pereiro[14] (O Pereiro)
- Quintá
- Ramallal (O Ramallal)
- Ramil
- Sub-Arriba[15] (Suarriba)
- Veiga[16] (A Veiga)
- Vidueira (A Bidueira)
- Vilarnovo

## Despoblados
- A Cadela
- A Casa da Fraga
- Muíño da Ponte
- O Supenido de Baixo (O Supenido)
- Pereiras (As Pereiras)
- Sanguiñedo

## Demografía
| Gráfica de evolución demográfica de Yermo entre 2000 y 2019 |
|                                                             |
| Datos según el nomenclátor publicado por el INE.            |

## Monumentos
Entre los edificios más emblemáticos que encontramos en su territorio, figuran su templo parroquial, bajo la advocación de San Julián reedificado totalmente en la primera década del siglo XX y el antiguo Escolar "El Progreso del Yermo", construido y financiado en sus inicios por las colaboraciones de los emigrados locales en La Habana y otros lugares de la Isla de Cuba, que fue inaugurado en 1922, el cual fue rehabilitado y reacondicionado para su uso en el año 2009.

## Carreteras
Recorren esta parroquia en sentido noreste-suroeste, 4 km de la carretera comarcal  DP-2503  (anteriormente denominada  CP-4906 ) que comienza en un desvío hacia el sur de la  AC-862 , en el lugar de Nogueirido, en la vecina parroquia de Senra, cruzándola por los lugares de Carelle, Sanguiñedo, El Mallo, La Cruz, Loureiros, Iglesario, Padornelo, Escalo de Riba y Aldar; atravesando luego por toda la parroquia de Insua en su tramo subsiguiente, hasta entroncar finalmente con la  AC-110  en la parroquia de San Juan de los Casares, en el limítrofe municipio de  Cerdido.
Otras vías menores la comunican también con sus parroquias vecinas, principalmente el cruce que va desde su Iglesia hasta Santa María de Mera (Mera de Riba) en sentido este-oeste y el que parte desde ese mismo cruce en sentido contrario hasta la vecina parroquia de Nieves, desde donde entronca con la  AC-101  que le comunica directamente con los vecinos concellos de Mañón y Puentes de García Rodríguez.
| Identificador                      | Ruta | Destino           |
| ---------------------------------- | --- | ----------------- |
| AC-862 Ferrol - Ortigueira - km 48 | DP-2503 km 0: Nogueirido - La Viña - La Granja - El Navallo - El Sixto - La Redonda - La Cochera - Burreiros - Carelle (km 6,5) - Sanguiñedo - El Mallo - La Cruz - Loureiros - El Iglesario - Padornelo - Escalo de Riba - Aldar (km 10,5) - Pulgueira da Baixo - Mugallón - Peneiro - Barral - Balado - Almeixeiras - Insua - Volta - Caxigueira - Áreas - Carballás - Fragas - Los Casares (Os Casás) DP-2503 : km 20,8 | AC-110 As Somozas |